# Hyalonema nicobaricum
Hyalonema nicobaricum är en svampdjursart som beskrevs av Schulze 1904. Hyalonema nicobaricum ingår i släktet Hyalonema och familjen Hyalonematidae. Inga underarter finns listade i Catalogue of Life.